# Zjurnalist
Zjurnalist (russisk: Журналист) er en sovjetisk spillefilm fra 1967 af Sergej Gerasimov.

## Medvirkende
- Jurij Vasiljev — Jurij Aliabiev
- Galina Polskikh — Sjura Okaemova
- Nadezjda Fedosova — Anikina
- Sergej Nikonenko — Reutov
- Valentina Telitjkina — Valja